# Радиоизотопное датирование
Радиоизото́пное, или радиометри́ческое дати́рование, — один из методов определения возраста различных объектов, в составе которых есть какой-либо радиоактивный изотоп. Основан на определении того, какая доля этого изотопа успела распасться за время существования образца. По этой величине, зная период полураспада данного изотопа, можно рассчитать возраст образца.
Радиоизотопное датирование широко применяется в геологии, палеонтологии, археологии и других науках. Это источник практически всех абсолютных датировок различных событий истории Земли. До его появления были возможно только относительное датирование — привязка к определённым геологическим эрам, периодам, эпохам и т. д., длительность которых была неизвестна.
В различных методах радиоизотопного датирования используются разные изотопы разных элементов. Поскольку они сильно отличаются по химическим свойствам (и, следовательно, по содержанию в различных геологических и биологических материалах и по поведению в геохимических циклах), а также по периоду полураспада, у разных методов отличается область применимости. Каждый метод применим только к определённым материалам и определённому интервалу возрастов. Самые известные методы радиоизотопного датирования — это радиоуглеродный, калий-аргоновый (модификация — аргон-аргоновый), калий-кальциевый, уран-свинцовый и торий-свинцовый методы. Также для определения геологического возраста пород широко применяются гелиевый (основанный на накоплении гелия-4 от альфа-активных природных изотопов), рубидий-стронциевый, самарий-неодимовый, рений-осмиевый, лютеций-гафниевый методы. Кроме того, используются неравновесные методы датирования, основанные на нарушении изотопного равновесия в природных радиоактивных рядах, в частности иониевый, иониево-протактиниевый, ураново-изотопный методы и метод свинца-210. Существуют также методы, основанные на накоплении изменений в физических свойствах минерала под действием облучения: метод трекового датирования и термолюминесцентный метод.

## История
Идею радиоизотопного датирования предложил Эрнест Резерфорд в 1904 году, через 8 лет после открытия радиоактивности Анри Беккерелем. Тогда же он сделал первую попытку определить возраст минерала по содержанию урана и гелия. Уже через 2 года, в 1907, Бертрам Болтвуд, радиохимик из Йельского университета, опубликовал первые уран-свинцовые даты ряда образцов урановой руды и получил значения возраста от 410 до 2200 млн лет. Результат имел большое значение: он показал, что возраст Земли во много раз больше 20—40 млн лет, полученных десятью годами ранее Уильямом Томсоном на основании скорости остывания планеты, и даже его более ранней оценки в 20—400 млн лет. Однако тогда не было известно про образование части свинца в результате распада тория и даже про существование изотопов, и поэтому оценки Болтвуда обычно были завышены на десятки процентов, иногда почти вдвое.
В последующие годы шло интенсивное развитие ядерной физики и усовершенствование технологий, благодаря чему к середине 20 века была достигнута хорошая точность радиоизотопных датировок. Этому особенно помогло изобретение масс-спектрометра. В 1949 году Уиллард Либби разработал радиоуглеродный анализ и продемонстрировал его пригодность на образцах дерева известного возраста (в интервале 1400—4600 лет), за что в 1960 году получил Нобелевскую премию по химии.

## Физические основы
Количество любого радиоактивного изотопа уменьшается со временем по экспоненциальному закону (закон радиоактивного распада):
{\displaystyle {\frac {N(t)}{N_{0}}}=e^{-\lambda t}},
где:
{\displaystyle N_{0}} — количество атомов в начальный момент,
{\displaystyle N(t)} — количество атомов по прошествии времени {\displaystyle t},
{\displaystyle \lambda } — постоянная распада.
Таким образом, каждый изотоп имеет строго определённый период полураспада — время, за которое его количество уменьшается вдвое. Период полураспада {\displaystyle T_{1/2}} связан с постоянной распада следующим образом:
{\displaystyle T_{1/2}={\frac {\ln 2}{\lambda }}}
Тогда можно выразить отношение {\displaystyle {\frac {N(t)}{N_{0}}}} через период полураспада:
{\displaystyle {\frac {N(t)}{N_{0}}}=2^{-t/T_{1/2}}}
Исходя из того, какая часть радиоизотопа распалась за некоторое время, можно рассчитать это время:
{\displaystyle t=-T_{1/2}\log _{2}{\frac {N(t)}{N_{0}}}}
Период полураспада не зависит от температуры, давления, химического окружения, интенсивности электромагнитных полей. Единственное известное исключение относится к тем изотопам, которые распадаются путём электронного захвата: у них есть зависимость скорости распада от электронной плотности в районе ядра. К таким относятся, например, бериллий-7, стронций-85 и цирконий-89. У таких радиоизотопов скорость распада зависит от степени ионизации атома; есть также слабая зависимость от давления и температуры. Существенной проблемой для радиоизотопного датирования это не является.